# رابرت مویس
رابرت مویس (انگلیسی: Robert Moewes؛ زادهٔ ۲۷ فوریهٔ ۱۹۹۳) بازیکن فوتبال اهل آلمان است.
از باشگاه‌هایی که در آن بازی کرده‌است می‌توان به باشگاه فوتبال روت‌وایس اسن اشاره کرد.